# Parellisina centetica
Parellisina centetica är en mossdjursart som beskrevs av Ernst Marcus 1955. Parellisina centetica ingår i släktet Parellisina och familjen Calloporidae. Inga underarter finns listade i Catalogue of Life.